# Valders
Valders is een plaats (village) in de Amerikaanse staat Wisconsin, en valt bestuurlijk gezien onder Manitowoc County.

## Demografie
Bij de volkstelling in 2000 werd het aantal inwoners vastgesteld op 948. In 2006 is het aantal inwoners door het United States Census Bureau geschat op 984, een stijging van 36 (3,8%).

## Geografie
Volgens het United States Census Bureau beslaat de plaats een oppervlakte van 2,6 km², geheel bestaande uit land. Valders ligt op ongeveer 261 m boven zeeniveau.

## Plaatsen in de nabije omgeving
De onderstaande figuur toont nabijgelegen plaatsen in een straal van 20 km rond Valders.